# Prophecy (film)
Prophecy is een Amerikaanse horrorfilm uit 1979 onder regie van John Frankenheimer.

## Verhaal
In een indianenreservaat in Maine worden bomen gekapt door een papierfabriek. Wanneer enkele houthakkers spoorloos verdwijnen en ook de reddingsmissies niet meer terugkeren, valt de verdenking meteen op de indianen. Dokter Robert Verne en zijn vrouw gaan naar het reservaat om een milieurapport op te stellen. Ze ontdekken al vlug dat de dieren in het gebied door een kwikvergiftiging gemuteerde jongen werpen.

## Rolverdeling
| Acteur            | Personage        |
| ----------------- | ---------------- |
| Talia Shire       | Maggie Verne     |
| Robert Foxworth   | Dr. Robert Verne |
| Armand Assante    | John Hawks       |
| Richard Dysart    | Bethel Isely     |
| Victoria Racimo   | Ramona Hawks     |
| George Clutesi    | Hector M'Rai     |
| Tom McFadden      | Piloot           |
| Evans             | Cellist          |
| Burke Byrnes      | Vader            |
| Mia Bendixsen     | Meisje           |
| Johnny Timko      | Jongen           |
| Everett Creach    | Kelso            |
| Charles H. Gray   | Sheriff          |
| Lyvingston Holmes | Zwarte vrouw     |
| Graham Jarvis     | Victor Shusette  |